# トヨタカスタマイジング&ディベロップメント
株式会社トヨタカスタマイジング&ディベロップメント（英: Toyota Customizing & Development Co.,Ltd. 略称：TCD）は、トヨタ自動車グループの一社。トヨタや日野自動車の特装車事業を手がける。モータースポーツやカスタマイズパーツの「TRD (Toyota Racing Development)」や「MODELLISTA（モデリスタ）」も同社が所有するブランドである。

## 歴史
- 2018年（平成30年）4月1日 - トヨタテクノクラフト、ジェータックス、トヨタモデリスタインターナショナルの3社が統合し、新会社を設立する[1][2]。
- 2024年（令和6年）
  - 6月30日 - NHK・読売新聞などがTCDの下請代金支払遅延等防止法（下請法）違反を報じた。TCDは、所有する金型などを無償で最大約30年間保管させ、受入検査の実態が全く無いにもかかわらず、納入品を返品した法令違反を認め、約90社へ被害相当全額を支払い、取引契約の見直しを実施する。公正取引委員会は下請法4条2項3号 経済上の利益の提供要請禁止の違反を認定し、再発防止を勧告する[3][4]。
  - 7月5日 - 公正取引委員会は下請法第4条第1項4号 返品の禁止及び下請法4条2項3号の違反を認定し、勧告を行った。下請事業者に返品した製品の下請代金相当額等は令和4年7月から令和6年3月までの期間だけで総額5437万3356円。下請事業者に無償で保管させていた金型等は合計664個に上る[5][6]。

## TRD
TRD (Toyota Racing Development) は同社の展開するブランドである。レーシングカーの開発や、レースで培った技術を生かしたトヨタ車用のチューニングパーツを製作して販売する。商品はトヨタディーラーやトヨタモビリティパーツ（トヨタ部品共販）やカーショップなどを通じて販売する。
前身は、トヨタ自動車販売（トヨタ自販）のツーリングカーレース用車両を開発した、トヨペットサービスセンター特殊開発部である。レース活動の休止により解散したのちに、1975年にトヨタスポーツコーナーの略称であるトスコ・デポを設立し、1976年からトスコをTRDに改称してブランド展開を開始した。
2008年10月にカローラアクシオ "GT" TRD Turboを発表し、2010年4月に同様のコンポーネントを流用したカローラフィールダー "GT" TRD Turboを追加発表した。ヴィッツレース用のコンプリートカーヴィッツRS "TRD Racing"に代表されるコンプリートカーなども製造する。
東京オートサロン2011にオーリスRSをベースとし、スーパーチャージャーや空力パーツなどを装着したコンセプトカー「AURIS GT Concept」を展示し話題となった。この車両の開発を生かしたパーツ「AURIS TRD Performance Line」を発売した。
従来TRDはカスタマイズパーツを設定していないが、2011年8月にIS Fの一部改良時に、レクサス向けのパーツを発売する。このパーツ群はCCS-P (Circuit Club Sport Parts) と呼ばれ、IS FのポテンシャルをTRDの技術力で高めるハイパフォーマンスパーツパッケージである。2012年1月発表のGS、2012年10月発表のLS、2013年5月発売の新型ISにも設定され、レクサスディーラーオプションカタログに掲載される。
2011年9月にTRDは、2012年ヴィッツワンメイクレースのベースモデルとなる「ヴィッツRS Racing」を発売した。
2012年1月にトヨタ・86をベースとしたコンセプトカー「86 TRD Performance Line Concept」を東京オートサロンで発表し、装着パーツの大半を市販する。2013年7月から開催予定のナンバー付ワンメイクレース「GAZOO Racing 86/BRZ Race」用ベース車両「86 Racing」を、2012年10月に発表した。エアコン付専用ベース車両に、専用ロールケージ、専用エンジンオイルクーラー、専用FRディスクブレーキダストカバー&ブレーキダクト、専用フロアマット、牽引フック、4点式シートベルトを架装する。レースのレギュレーション案はGAZOO Racing 86/BRZ Raceの公式ホームページに記される。
2014年10月にトヨタテクノクラフト創立60周年記念車として、86をベースとしたコンプリートカー「14R-60」を100台限定で発売する。この車両は、2013年東京オートサロンで展示した86 TRD Griffon Conceptの開発技術を応用して作製した。ほかにiQ、86、ヴィッツのGRMNバージョンの開発も携わる。
2024年12月、会社分割によりモータースポーツ関連部門を新会社の「トヨタ・ガズーレーシング・ディベロップメント（TGR-D）」に移管すると発表した。TGR-Dの本社は、従来TCDの湘南テクニカルセンターが所在した神奈川県足柄上郡中井町境に置かれる。

### レーシングカー開発
1980年代以降、日本国内とアジア地域におけるトヨタのレース用車両の開発・製造・メンテナンスの最大拠点となっている。ル・マン24時間レースに参戦したグループCカーや、全日本ツーリングカー選手権 (JTC/JTCC) 、全日本GT選手権 (JGTC) などのレース車両を開発し、SUPER GTでトヨタ・スープラ→レクサス・SC430→レクサス・RC F→レクサス・LC500→トヨタ・GRスープラと連なるGT500クラス用車両を供給している。GT500とスーパーフォーミュラのエンジンも開発する。
ワンメイクの入門カテゴリとしてスターレットカップ（1981年-1984年）、フォーミュラ・トヨタ（1991年-2007年）、ネッツカップ（2000年-）を企画して開催する。ラリーはTRDヴィッツチャレンジ（2001年-2011年）、TRDラリーチャレンジ（2012年-2015年）、TGRラリーチャレンジ（2016年-）、TRD RALLY CUP（2018年-）を催し、ヴィッツや86のワンメイク車両の開発と販売を担当する。
日産自動車のNISMOと異なり、自社チームでSUPER GTに参戦していないが、独自に開発車両並びにテストチームを保有し、開発車両でSUPER GTの合同テストに参加する。レース車両は2019年以降、神奈川県中井町の湘南テクニカルセンターで開発する。2019年以前の開発場所である横浜本社は、前身の特殊開発部時代にトヨタ自販系ワークスチームの拠点として「綱島」と愛称された。
全日本ラリー選手権や日本スーパーラリーシリーズはTRDがチームを組織して参戦する。

### TRDステーション
横浜本社にあるレーシングカーのレストア工場および保管倉庫である。トヨタ自動車の歴史的価値があるレーシングカーのメンテナンスや保管を行うための施設で、通常は一般公開しない。隣接するトレッサ横浜のイベントで公開する場合がある。

### コンセプトカー（ショー出展モデル）

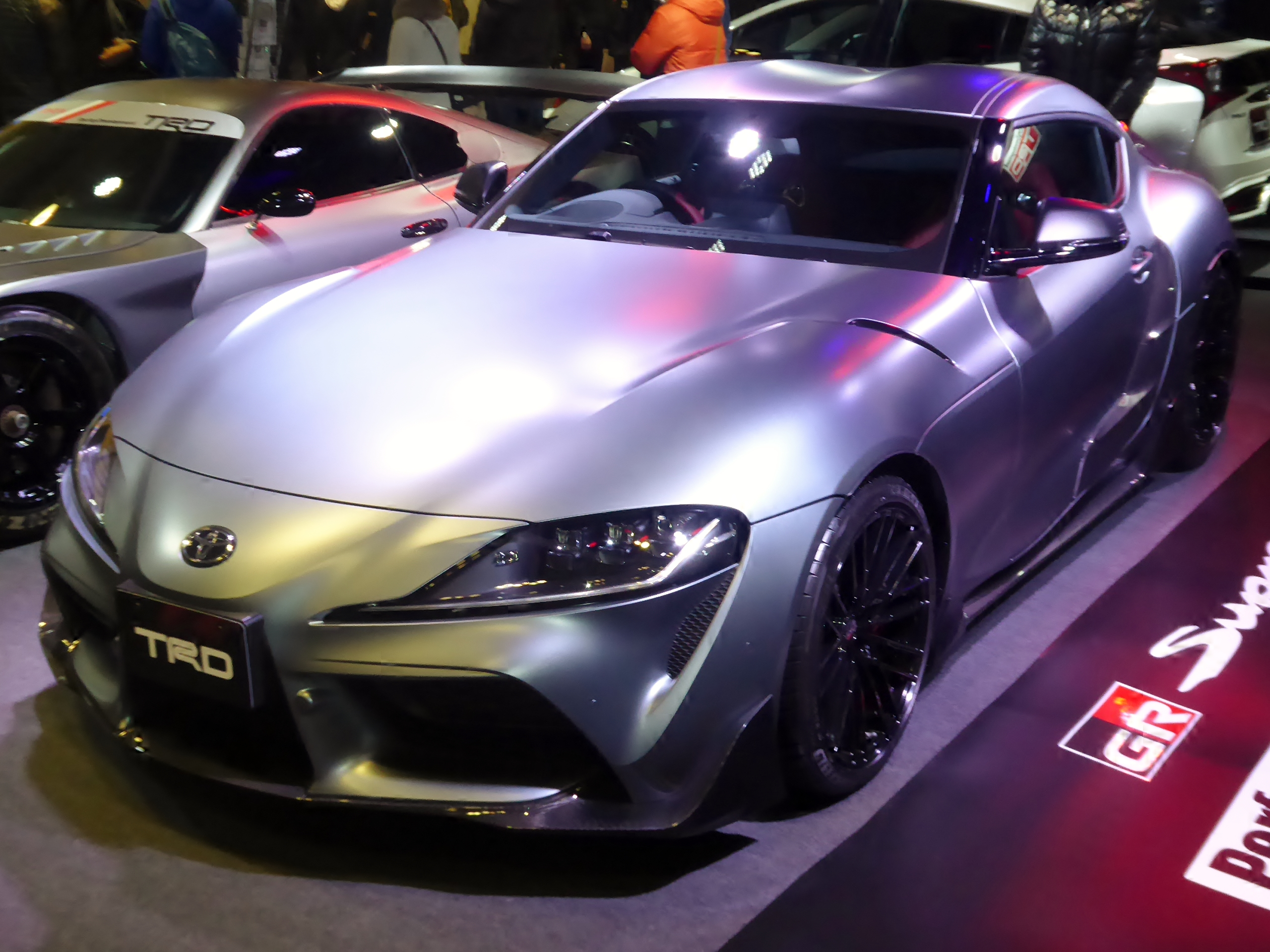
GR Supra Performance Line CONCEPT“TRD”
（2019年・大阪オートメッセにて）

- BRADE Master TRD Concept R（2008年東京オートサロン）
- Corolla Axio TRD Turbo【MC前】（2009年東京オートサロン）
- Corolla Axio TRD Turbo【MC後】（2010年東京オートサロン）
- AURIS GT Concept（2011年東京オートサロン）
- 86 TRD Performance Line（2012年東京オートサロン）
- 86 TRD Griffon Concept（2013年東京オートサロン）
- 86 TRD Customize Concept（2013年東京オートサロン）
- GR Supra Performance Line CONCEPT“TRD”（2019年大阪オートメッセ）

### 海外におけるTRD

#### 北米
TRD USAがトヨタの北米レース活動の拠点として活動している。前身は1974年に設立されたトムスの現地法人「トムス・オブ・アメリカ」で、1979年にTRDがアメリカ進出に伴い買収し、その後米国トヨタ自動車販売（TMS）の100%子会社となった。IMSA-GTP、デイトナ24時間、バハ1000、パイクスピーク・ヒルクライム、CARTとインディカー・シリーズでタイトル・総合優勝を経験した後、現在はNASCARマシンやラリーカーなどの車両を開発して供給し、救助車などの特装車も手がける。
日本や欧州のTGR-E間で人事など交流するが、TRD USAが独自に開発する。日本同様TRDブランドのチューニングカー・パーツに加え、ピックアップトラックやSUVにオフロード向けチューニングカーのTRDプロが存在する。

#### 東南アジア
日本に留学した経験もあるスッティポン・サミタシャが1980年代にタイでTRDタイランドを設立し、東南アジア諸国のレース参戦やモータースポーツ振興に努めた。
2007年に当社が80％出資してタイに設立したTRD ASIAは、東南アジアのトヨタのレーシングカーや、東南アジア専売車のTRDコンプリートカーの開発を担う。トヨタテクノクラフトとTRD ASIAが共同出資したTRDインドネシアも後に設立され、各国でモータースポーツやカスタマイズ文化に貢献している。
2016年から日本のTRDと協力してアジアクロスカントリーラリーに参戦中。タイを中心にヴィオス、カローラ・アルティス、ハイラックス、ヤリスなどのワンメイクレースも主催する。

## MODELLISTA

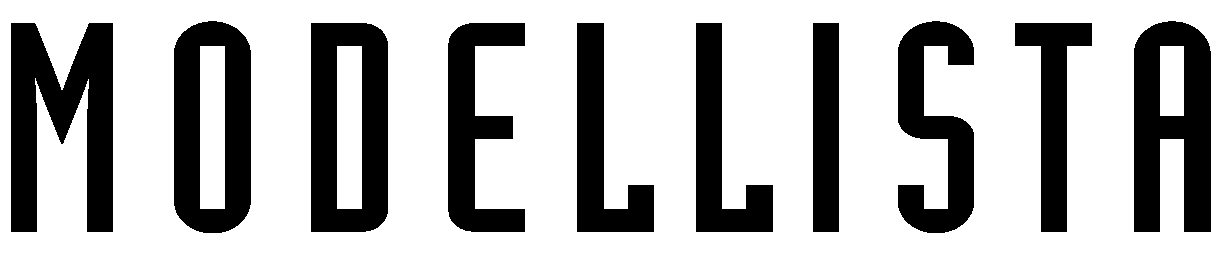
MODELLISTAブランドのロゴ（通称：ロゴタイプ）。この他に黄色と緑色を用いた「Aタイプロゴ」「Bタイプロゴ」が存在する。

MODELLISTA（モデリスタ）は同社の展開するブランドである。
エアロパーツやアルミホイールなどのドレスアップパーツの企画・開発・販売を行っており、商品はトヨタディーラーやトヨタモビリティパーツ（旧トヨタ部品共販店）などを通じて販売している。

### 設立の背景
1997年2月、「市販標準車に対するお客様の様々なご要望を車両に具現化させる、カスタマイズ分野での事業を行う」ため、トヨタ自動車とトヨタテクノクラフトの共同出資で、株式会社トヨタモデリスタインターナショナルを設立。トヨタモデリスタインターナショナルが企画・開発・販売を行うカスタマイズカーやカスタマイズパーツ群をMODELLISTAブランドとして販売を開始したのがMODELLISTAの始まりである。
トヨタモデリスタインターナショナルの設立の背景には、1995年11月に行われた道路運送車両法の改正による、改造車に関する規制緩和や、顧客による「自分だけの車が欲しい」といった個性化要望の高まりがあった。
1990年代初頭、トヨタ自動車マーケティング開発室の猪澤豊（当時）は、新業態店舗の開発を模索していた。当時のアメリカではRVが自動車販売台数の約半数を占めていたことから、猪澤は「スペシャリティとRVの専門店舗を立ち上げたい」と思い立つ。構想段階では、MODELLISTAはRV店としての設立を計画されていた。ところが、1995年夏になると自動車業界の事情が大きく変わってきた。日米構造協議により自動車パーツの規制緩和と輸入自由化、そして車両検査法の改正が起こる。「カスタマイズの時代が来る」と確信した猪澤は、当時のトヨタ自動車社長の奥田碩に掛け合い、プロジェクトをスタートさせた。
1997年2月、東京都杉並区に株式会社トヨタモデリスタインターナショナルを設立（同年7月営業開始）。同年4月には株式会社トヨタモデリスタ福岡、9月には株式会社トヨタモデリスタ神戸を設立した。

### 歴代代表車種

#### 1997年 - 2001年（MODELLISTA誕生期）
メーカーでは出来ないニュービジネス（カスタマイズ市場の形成）を目指し、ベース車両に独自架装を施し、コンプリート車（完成車両出荷）として販売を開始。
- PX-01[18]（ハイラックスサーフ）[1997年]：MODELLISTA初となるコンプリートカー。HILUX SURFをベースにスポーティーな丸目4灯ヘッドライトや大型フォグランプを搭載する等した、迫力のフルメタルフレア。
- PX-12 "Napoli"[18]（カローラⅡ）[1998年]：”レトロなお洒落”をテーマに、愛らしいマスクとクラシカルバンパーのスタイリングに合わせて、内装もシートカバーやポイントに木目を使いお洒落に演出。カローラⅡをベースに大胆なスタイリング変更を施した。
- ALTEZZA QUALITAT（アルテッツァ）[1999年]：スポーティー志向の若者向けに、より一層走りと機能を追求。専用エアロパーツ、専用グリル、専用アルミホイール等を装着し、洗練された流麗なスタイリングを演出。
- CASERTA（MR-S）[2000年]：MR-Sをベースとした、大人のためのミッドシップ・オープン2シーター。ラテンテイストを基調とするスタイリングだけでなく、走行性能に対するこだわりも各部に見られる。150台限定生産。
- VM180 "ZAGATO"（MR-S）[2001年]：MR-Sをベースに、イタリアの著名なカロッツェリア ”ZAGATO” のデザインによる流麗なスタイリングをはじめ、コーディネートされたインテリア、チューニングを施したサスペンション等装備。100台限定生産。

#### 2001年 - 2007年（MODELLISTAパーツカスタマイズ展開期）
コンプリート車の販売に加え、パーツカスタマイズの展開を開始。インハウスデザインとアフターブランドを活用したパーツを発売、現在までの定番アイテムとなるエアロパーツ、アルミホイール＆タイヤセット、マフラー等のカスタマイズ市場の礎を構築。
- NOAH MODELLISTA Version. [2001年]：トヨタ自動車発行のカタログにMODELLISTAが初めて掲載され、新車発売と同時にディーラーで購入可能なカスタマイズパーツとして販売を開始。このNOAH MODELLISTA Versionによって日本国内でのカスタマイズがより身近なものとなった。
- CALDINA MODELLISTA Version. [2002年]：MODELLISTAとしてもトヨタのスポーツワゴンであるカルディナを正当進化させるアイテムを数多く取り揃えた。定番のエアロパーツの他、ビルシュタイン製のサスペンションキットやスポーツマフラー等、走行性能を引き上げるアイテムも幅広く展開。
- WISH "AERO TOURER" [2003年]：2003年の東京オートサロンでお披露目され、大きな話題となった当時の新型車WISHのフロントスタイリングをよりスポーティーに。スポーツマフラーやローダウンスプリングもラインナップ。
- MARK X "Vertiga" [2004年]：スポーティかつダイナミックなエクステリアを持つコンプリートカーとして販売を開始。専用サスペンションも装備し、走りにも拘った逸品。後にはスーパーチャージャーや専用インテリアを搭載したSpecial Versionも展開。
- ALPHARD MODELLISTA Version. [2005年]：専用エアロパーツの他、アルミホイール、スポーツマフラー、ブレーキパッドをラインナップ。力強さとエレガントスポーツを融合したオトナのミニバンを表現。
- AURIS MODELLISTA Version. [2006年]：コンセプトは "Progressive Hatch MODELLISTA VERSION” フロントからサイド、リヤへと流れるスピード感あるシャープなラインと共にワイド感を強調、 近未来を感じさせる「新世代ホットハッチ」へと昇華させた。
- LAND CRUISER MODELLISTA Version. [2007年]：コンセプトは "アーバンビッグクルーザー" 都市部からオフロードまでの幅広い活用シーンの中で、特に都市部での圧倒的な存在感を際立たせることを狙い、エアロパーツ、アルミホイール、スポーツマフラーを設定。

#### 2008年 - 2019年（パーツカスタマイズの飛躍期）
アルファード、ヴェルファイア、プリウスの大ヒットにより、"他の人とは違うクルマに乗りたい"という要望も増え、カスタマイズニーズが拡大。プリウスは最終的にエアロパーツを6バージョン販売するなど、異例の大ヒットとなった。
- ALPHARD MODELLISTA Version. [2008年]：開発コンセプトは、「輝・豪・美」-絶世の輝き、羨望のフォルム-。メッキアクセントをフロント・サイドに配置することにより、高級感を演出。ミニバンカスタマイズの先駆けとなる。
- PRIUS MODELLISTA Version. [2009年]：ハイブリッド車に相応しく、先進性を高めながら空力にも考慮したラインナップを展開。フルバンパータイプで変わり映えの大きい”エアロツアラーキット”や、エアロパーツセットの”MODELLISTA Version.”など設定。大好評により、最終的には6バージョンのエアロをラインナップ。
- NOAH MODELLISTA Version. [2010年]："クラッシー アーバン ライナー 洗練されたフォルムが醸し出す存在感" をコンセプトに、メッキ加飾をあしらったエクステリアパーツを数多くラインナップ。スポーツマフラーやスポーツサスペンションキットといった走りにも拘ったアイテムを展開。
- CAMRY MODELLISTA Version. [2011年]：カムリのフルモデルチェンジに伴い、カムリ初となるモデリスタカスタマイズアイテムをラインアップ。輝き溢れるメッキモールが更なる高級感を醸し出すエアロキットの他、茶木目柄により、先進的でモダンなインテリア空間へ変えるインテリアパネルなど、個性的なスタイルに仕上げるアイテムを設定。
- TOYOTA86 MODELLISTA Version. [2012年]："スタイリッシュモーション 先進的で躍動感溢れるスタイリッシュスタイル" をコンセプトに、都会的なスタイリングを作り上げるエアロキットやアルミホイールをラインナップ。スポーツカーに新しい風を送り込んだ意欲的なパーツ群。
- LAND CRUISER PRADO MODELLISTA Version. [2013年]："STYLISH URBAN CRUISER" をコンセプトに、都会的でプレミアム感溢れるフロントマスクへと印象を変えるエアロキットやスポーツマフラーをラインナップ。
- CAMRY MODELLISTA Version. [2014年]：洗練された知的な高級感と、自分らしさを演出する２種類のエアロキット、スタイリッシュで先進感を表現するフロントグリルを設定し、大人の魅力を醸し出すインテリジェンスセダンを表現。
- PRIUS MODELLISTA Version. [2015年]：プリウスの特徴をさらに主張する「ICONIC STYLE」、ワンランク上のプレミアムスタイル「UP-GRADE STYLE」の2バージョンを展開。フロントスポイラーやフィンアンテナにLEDを内蔵するなど、先進感を演出。
- C-HR "BOOST IMPULSE STYLE" [2016年]：メカニカルなデザインと先進的な印象のLEDイルミネーションを施したフロントスポイラー、キレのある造形のサイドスカート、ビルトインマフラー風のスポーティなリヤスカートや、フロントフェイスにアクセントを加えるフロントグリルガーニッシュ等を設定。
- ALPHARD MODELLISTA Version. [2017年]：Perfect Luxury（パーフェクト ラグジュアリー）をコンセプトに、トップオブミニバンに相応しい威風堂々とした存在感あふれるカスタマイズパーツをラインナップ。
- PRIUS "ICONIC STYLE" [2018年]：ハイブリッドカスタマイズにマッチした先進的なイメージの“ICONIC STYLE”と、洗練されたドレスアップスタイリングの“ELEGANT ICE STYLE”の2種類を設定。ブルーのイルミネーション付「スカッフプレート」や、ブラック基調のカバーに深みのあるレッドのアクセントカラーを施し、エモーショナルな装いを増幅させる「シートカバー」を初設定。
- RAV4 MODELLISTA Version. [2019]：「URBAN SOLID STRIDER」をコンセプトに、ベース車のスタイリングをさらに引き立てるダイナミックな造形にメッキ加飾とLEDイルミネーションを配し、洗練されたアーバンSUVスタイルを創出。エアロキットに加え、フロントグリル・ヘッドランプ・バックドアに輝きを付与するメッキ加飾の「クールシャインキット」を装着することで、プレミアム感のあるエアロスタイルSUVを醸成。

#### 2020年 -（MODELLISTAグローバル展開期）
本格的なグローバル展開を開始し、海外専用パーツや海外生産車へのパーツ設定に加え、SEIKOウオッチとのコラボレーションモデル展開・TOYOTA MARINEとのコラボレーションによるクルーザーデザインを手掛けるなど、ライフスタイルに寄り添ったブランド展開を開始。
- FORTUNER MODELLISTA Version. [2020年]：タイ王国でのMODELLISTAブランド本格展開を開始、TVCF等のメディア露出も積極的に行い、2020年には4車種でMODELLISTAを展開。
- LAND CRUISER MODELLISTA Version. [2021年]：初の海外専用MODELLISTAパーツとしてLAND CRUISERのモデルチェンジを機にボディキットとアルミホイールを発売。中東・ロシア地域を中心に本格的な展開を開始。
- SEIKO SELECTION MODELLISTA Special Edition [2022年]：セイコーウオッチとコラボレーション、セイコーの、機能性をプラスして感性を刺激するようなデザインに一歩踏み出すモデルにするお手伝いとして、MODELLISTAのデザイナーがセイコーウオッチのデザイナーとコラボレーションしてデザインを手がけた。
- PONAM-31 Z Grade [2022年]：TOYOTA MARINEの企画・開発する「PONAM-31 Z Grade」のデザインワークを担当、デザインコンセプトを「Luxury Party Style & Workcation Utility」とし、贅沢で優雅な佇まいを演出。

## 生産車両
- トヨタ・ハイメディック（ハイエースベースの高規格救急車）
- トヨタ・クラウンパトロールカー
- トヨタ・86 Racing[19]（トヨタ・86ベースのナンバー付きレーシングカー）
- トヨタ・GR86 Cup Car Basic[19]
- トヨタ・ヴィッツGR SPORT "Racing" Package[19]（130系トヨタ・ヴィッツGR SPORTSベースのナンバー付レーシングカー）
- トヨタ・ヤリス Cup Car[19]

## 事業所
- 横浜本社
- 湘南テクニカルセンター
- 名古屋工場　他

## 店舗
モデリスタ
- トヨタモデリスタ東京
- トヨタモデリスタ神戸

トヨタハートフルプラザ
- トヨタハートフルプラザ札幌
- トヨタハートフルプラザ仙台
- トヨタハートフルプラザ東京
- トヨタハートフルプラザ名古屋
- トヨタハートフルプラザ神戸
- トヨタハートフルプラザ福岡